# Queens Pride Parade

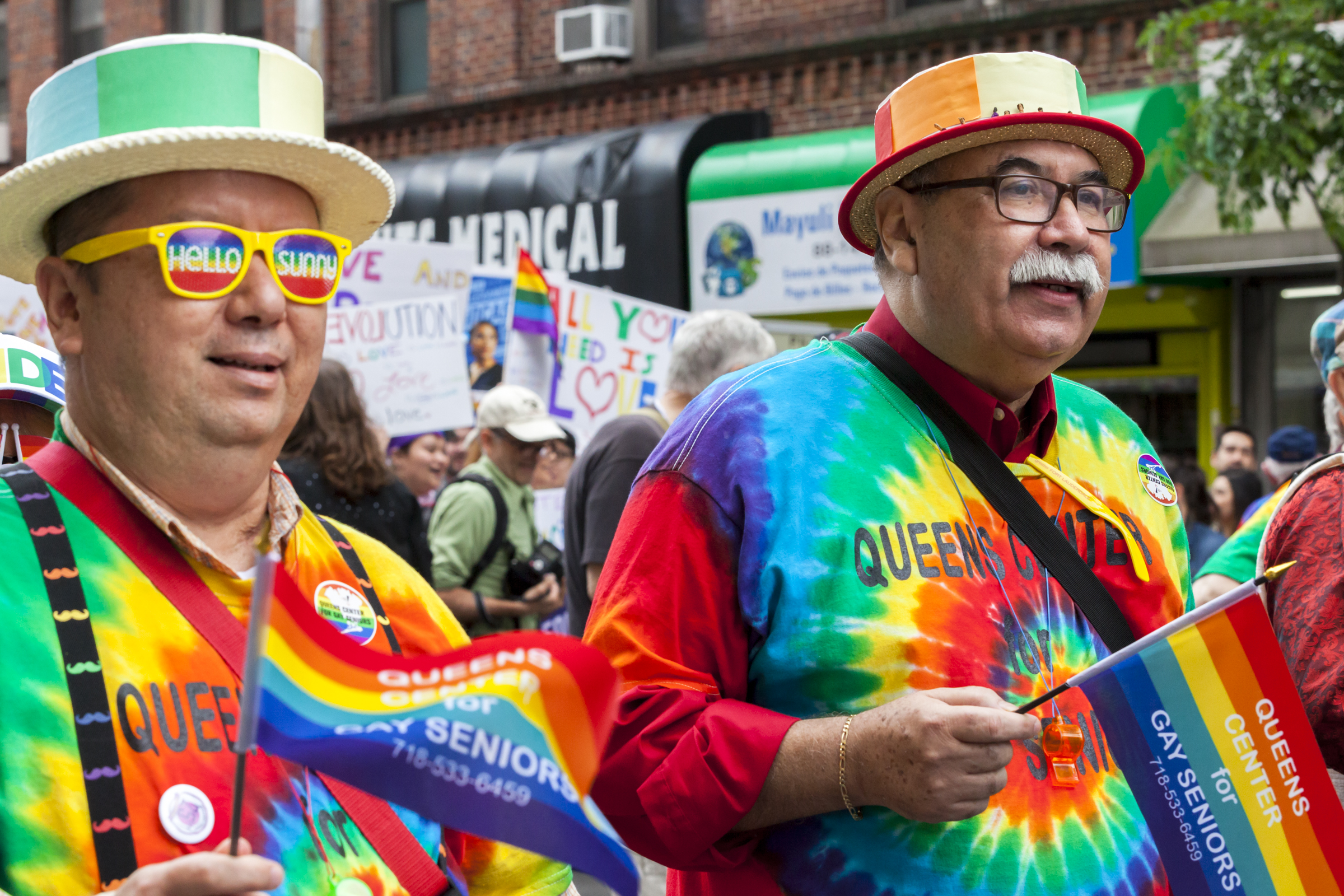
Queens Pride Parade 2018, foto tomada para La Guardia & Wagner Archives. Fotógrafa: Luisa Madrid.

El Desfile de Orgullo de las Reinas y el festival Multicultural es el segundo orgullo más viejo y la marcha más grande en la Ciudad de Nueva York. Está aguantado anualmente en el barrio de Jackson Heigths, ubicado en el distrito de Queens, Nueva York. El desfile estuvo fundado por Daniel Dromm y Maritza Martinez para levantar la visibilidad de la communidad LGBTQ en Queens y conmemorar el residente Julio Rivera de Jackson Heights.

## Historia
Dos acontecimientos animaron a la comunidad LGTBQ de Jackson Heights a organizar su marcha anual de orgullo: el primero era un delito de odio; el segundo, el rechazo de un currículo multicultural por el Distrito Escolar Comunitario de Queens 24.
El 2 de julio de 1990, Julio Rivera, un barman homosexual puertorriqueño de 29 años, fue asesinado en el patio de la escuela de P.S. 69 en Jackson Heights. Después de una fuerte noche de copas, tres hombres blancos jóvenes (Erik Brown, Esat Bici, y Daniel Doyle)  que estaban buscando "un comerciante de fármaco o un adicto de fármaco fuera de crucero", atrajo a Rivera engañado al patio de la escuela y le dio un puñetazo, y lo golpeó y golpeó y finalmente lo apuñaló hasta la muerte.  En respuesta a su asesinato, los familiares y amigos de Rivera movilizaron a la comunidad de lesbianas, homosexuales, bisexuales y transexuales de la ciudad de Nueva York, celebrando una vigilia con velas en el lugar del asesinato y presionando al departamento de policía para encontrar a sus asesinos.